# Stefan Kruse
Stefan Kruse ist ein ehemaliger deutscher Footballspieler.

## Leben
Zur Saison 2000 wechselte er von den Hamburg Wild Huskies zu den Hamburg Blue Devils in die höchste deutsche Liga, die GFL. Kruse gehörte den Blauen Teufeln in den Spieljahren 2000, 2001, 2002 und 2004 an. Er wurde mit der Mannschaft 2001 sowie 2002 deutscher Meister. Kruse kam als Verteidigungsspieler zum Einsatz. 2001 wurde er mit der deutschen Nationalmannschaft Europameister.
Er spielte dann für die Hamburg Eagles, im Vorfeld der Saison 2009 schloss sich Kruse den Kiel Baltic Hurricanes an. Dort spielte er wie bei den Blue Devils unter Trainer Kent Anderson. Kruse wurde mit Kiel 2009 deutscher Vizemeister. Ab Mai 2011 war er im Jugendbereich der Hamburg Blue Devils als Trainer tätig.